# Aymen Madi
Aymen Madi (en arabe : أيمن ماضي) est un footballeur algérien né le 26 décembre 1988 à Kouba dans la wilaya d'Alger. Il évolue au poste de milieu offensif au CA Batna.

## Biographie
Lors de l'été 2011, Madi se retrouve lié à un certain nombre de clubs, dont la JS Kabylie, l'USM Alger et la JSM Béjaïa. Toutefois, le 13 juillet 2011, Madi signe un contrat de deux ans avec le NA Hussein Dey, club nouvellement promu Le 10 septembre 2011, Madi fait ses débuts officiels sous ses nouvelles couleurs en tant que titulaire lors d'un match de championnat contre l'ES Sétif.
Madi évolue en première division algérienne avec les clubs du NA Hussein Dey et de la JS Kabylie. Il dispute un total de 65 matchs en première division, inscrivant deux buts.

## Palmarès
JS Kabylie
- Championnat d'Algérie :
  - Vice-champion : 2013-14.